# Авраменко Іван Петрович
Іван Петрович Авраменко (1918?, село Подорожнє Київської губернії, тепер затоплене водами Кременчуцького водосховища — 8 липня 1945?, місто Жари Польща) — український радянський діяч, директор Гельм'язівської та Безпальчівської МТС Полтавської (тепер — Черкаської) області. Депутат Верховної Ради СРСР 1-го скликання.

## Життєпис
Член ЛКСМУ. У 1930-х роках працював трактористом. У 1936 році обирався делегатом Надзвичайного XIV з'їзду Рад Української СРР.
З листопада 1937 — після 1939 року — директор Гельм'язівської машинно-тракторної станції (МТС) Полтавської (тепер — Черкаської) області.
На 1941 рік — директор Безпальчівської машинно-тракторної станції (МТС) Полтавської (тепер — Черкаської) області.
Під час німецько-радянської війни перебував у Червоній армії, потрапив до німецького полону. Офіційно рахувався зниклим безвісти з грудня 1943 року. У 1945 році звільнений з полону. 8 липня 1945 року помер від хвороби в евакуаційному госпіталі № 3997 в місті Жари Познанського воєводства Польщі.

## Нагороди
- Велика золота медаль Всесоюзної сільськогосподарської виставки (ВСГВ) (1939)